# دامداباجا
دامداباجا یک روستا در ایران است که در دهستان پائین برزند واقع شده‌است. دامداباجا ۷۸ نفر جمعیت دارد.